# Strażnica WOP Stańkowa
Strażnica WOP Stańkowa – podstawowy pododdział graniczny Wojsk Ochrony Pogranicza.

## Formowanie i zmiany organizacyjne
Strażnica została sformowana w 1945 w strukturze 36 komendy odcinka jako 163 strażnica WOP (Stańkowa) o stanie 56 żołnierzy. Kierownictwo strażnicy stanowili: komendant strażnicy, zastępca komendanta do spraw polityczno-wychowawczych i zastępca do spraw zwiadu. Strażnica składała się z dwóch drużyn strzeleckich, drużyny fizylierów, drużyny łączności i gospodarczej. Etat przewidywał także instruktora do tresury psów służbowych oraz instruktora sanitarnego.
Strażnica nr 163 wiosną 1948 przeszła z Wojtkowej do Woli Maćkowej, a po przesunięciu granicy do Krościenka. W 1954 nosiła numer 162.
.